# Zr.Ms. Rupel (1822)
De Zr.Ms. Rupel was een fregat van de Nederlandse marine. Het werd gebouwd op de marinescheepswerf van Amsterdam en liep op 16 september 1822 van stapel. Het maakte deel uit van een reeks fregatten die genoemd waren naar rivieren van het Verenigd Koninkrijk der Nederlanden. Het was een zusterschip van onder andere de Zr.Ms. Maas. Het schip had 44 kanonnen. In 1836 werd het schip gemoderniseerd en verkleind. Het werd omgevormd tot een geraseerd fregat door een verdieping weg te nemen. Ook werd er een modernere windas geplaatst. In 1847 werd de Rupel uit de vaart genomen.

## Missies
De eerste missie van de Rupel was in de Middellandse Zee in de strijd tegen piraterij. Ook bracht het schip in 1825 de nieuwe Nederlandse ambassadeur aan het Ottomaanse hof, Hugo van Zuylen van Nijevelt, naar Istanboel. Het schip keerde terug naar zijn basis op Texel in 1828. In 1830 voer het schip op missie naar Batavia met aan boord de nieuw benoemde gouverneur-generaal van Nederlands-Indië, Johannes van den Bosch, en maakte daarna een rondvaart langs de eilanden van Nederlands-Indië. In 1831 keerde de Rupel in Nederland terug en op 4 mei 1832 nam de Rupel deel aan de plechtigheden naar aanleiding van de bijzetting van Jan van Speijk in de Nieuwe Kerk in Amsterdam. Na de modificaties in 1836 ondernam het schip in 1838 nog een missie naar Nederlands-Indië met aan boord een detachement marinesoldaten. Het patrouilleerde voornamelijk rond Sumatra en aan boord werden ook meteorologische observaties verricht. In 1842 keerde het schip terug naar Nederland.